# Intrón

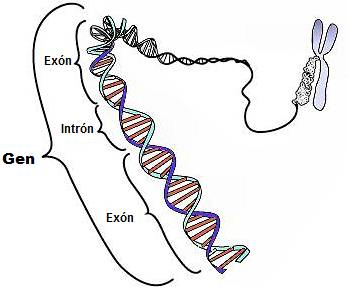
Una representación de un intrón y dos exones adentro de un gen sencillo que solo contiene un intrón

Un intrón es una región del ADN  que forma parte de la transcripción primaria de ARN, pero a diferencia de los exones, son eliminados del transcrito maduro, previamente a su traducción. Están presentes en todos los organismos celulares y en los virus.
El número y longitud de los intrones varía enormemente entre especies, así como entre los genes de una misma especie. Por ejemplo, el pez globo, Takifugu rubripes, tiene pocos intrones en su genoma; mientras que los mamíferos y las angiospermas (plantas con flores) suelen presentar numerosos intrones.
La palabra intrón se deriva del término región intragénica, es decir una región dentro de un gen. A pesar de ser a veces llamados secuencias interventoras el término puede referirse  a cualquiera de las muchas familias de secuencias internas de ácidos nucléicos que no están presentes en el gen final, como lo son las inteínas y los nucleótidos eliminados en la edición del ARN.

## Introducción
Los intrones fueron descubiertos por Phillip Allen Sharp y Richard J. Roberts, lo que les supuso ganar el Premio Nobel de Fisiología o Medicina en 1993. El término intrón fue introducido por el bioquímico estadounidense Walter Gilbert en 1978.
Los intrones pueden representar un sitio alternativo de ayuste, pudiendo dar diferentes tipos de proteínas. El control del ayuste está regulado por una amplia variedad de señales moleculares. Los intrones también pueden contener «información antigua», es decir, fragmentos de genes que probablemente se expresaban pero que actualmente no se expresan.

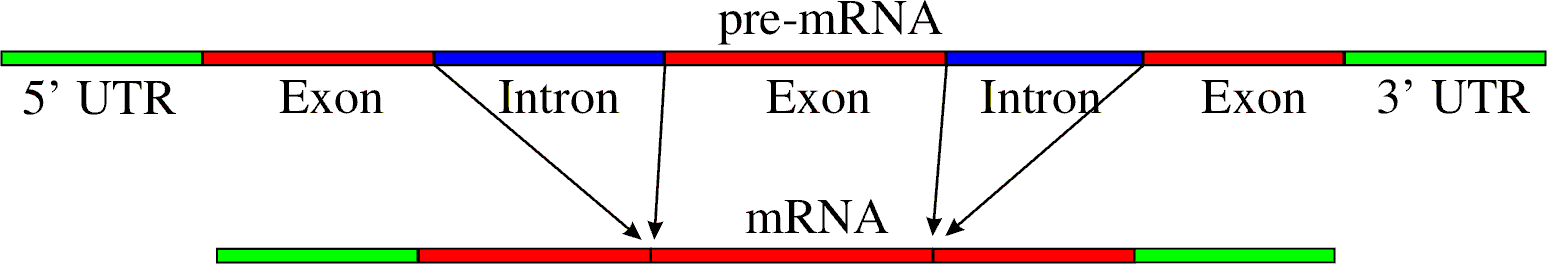
Ilustración del proceso de ajuste desde pre-ARN a ARN.

Tradicionalmente se ha afirmado que los intrones son fragmentos de ADN carentes de información. Sin embargo, esta afirmación es cuestionada y actualmente goza de pocos adeptos. Se sabe que los intrones contienen varias secuencias pequeñas que son importantes para un ajuste eficiente.
Algunos intrones del grupo I y II son ribozimas capaces de catalizar su propio ayuste fuera del ARN. El descubrimiento de estas propiedades autocatalíticas supuso el Premio Nobel de Química a Thomas R. Cech y Sidney Altman en 1989.

## Clasificación de los intrones

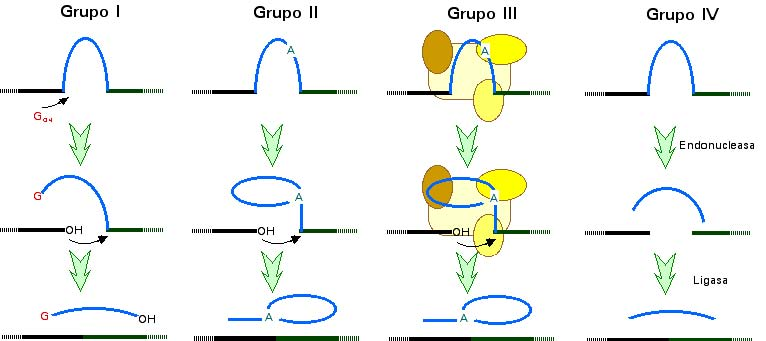
Ilustración que recoge la clasificación de los intrones de acuerdo al método de ayuste, basado en una reacción de transesterificación en los tres primeros casos y en un corte endonucleótido en el cuarto caso. Imagen extraída de Saladrigas V, Claros G (2002): Vocabulario inglés-español de bioquímica y biología molecular (1.ª entrega) Panace@ III (9-10): 13-28. Vocabulario completo en BioROM. Licenciada por Panace@.

Actualmente se reconocen cuatro clases de intrones:
- Intrones del grupo I
- Intrones del grupo II
- Intrones del grupo III
- Intrones nucleares, espliceosomales o intrones del grupo IV

Los intrones del grupo I, II y III son intrones que sufren de autosplicing mediante reacciones de transesterificación. La frecuencia con la que encontramos estos intrones en el genoma es relativamente rara si la comparamos con la frecuencia de los intrones espliceosomales.
Los intrones del grupo II y III son muy similares y presentan una estructura secundaria altamente conservada. De hecho a veces los intrones del grupo III son identificados como intrones del grupo II debido a su similitud funcional y estructural. 
Los intrones del grupo I están presentes en los genes de ARNr de algunos eucariotas inferiores y en los genes mitocondriales de hongos. Se caracterizan por eliminarse mediante un proceso autocatalítico que requiere de una guanosina o un nucleótido de guanosina libre; así como por carecer de secuencias consenso en los puntos de empalme, aunque pueden tenerlas en su interior.
Los del grupo II y III se eliminan mediante un proceso autocatalítico que requiere de una adenina o de un espliceosoma, respectivamente. En ambos grupos, durante el proceso de empalme de los exones, se forma una estructura en lazo característica denominada lariat.
Los del grupo IV están presentes en los ARNt de los eucariotas y se caracterizan por ser los únicos que se eliminan mediante un corte endonucleótido seguido de un ligamiento en lugar de la reacción de transesterificación

## Funciones
Si bien los intrones no codifican productos proteicos, son parte integral de la regulación de la expresión génica. Algunos intrones mismos codifican ARN funcionales a través de un procesamiento adicional después del empalme para generar moléculas de ARN no codificantes. El empalme alternativo se usa ampliamente para generar múltiples proteínas a partir de un solo gen. Además, algunos intrones desempeñan funciones esenciales en una amplia gama de funciones reguladoras de la expresión génica, como la descomposición mediada por la exportación de ARNm.
Los primeros estudios de secuencias de ADN genómico de una amplia gama de organismos muestran que la estructura intrón-exón de genes homólogos en diferentes organismos puede variar ampliamente. Estudios más recientes de genomas eucariotas completos ahora han demostrado que la longitud y la densidad (intrones/gen) de los intrones varía considerablemente entre especies relacionadas. Por ejemplo, mientras que el genoma humano contiene una media de 8,4 intrones/gen (139.418 en el genoma), el hongo unicelular Encephalitozoon cuniculi contiene solo 0,0075 intrones/gen (15 intrones en el genoma). Se cree que este proceso está sujeto a selección, con una tendencia hacia la ganancia de intrones en especies más grandes debido a sus poblaciones más pequeñas, y lo contrario en especies más pequeñas (particularmente unicelulares). Los factores biológicos también influyen en qué genes de un genoma pierden o acumulan intrones. 
El empalme alternativo de exones dentro de un gen después de la escisión del intrón actúa para introducir una mayor variabilidad de secuencias de proteínas traducidas de un solo gen, lo que permite generar múltiples proteínas relacionadas a partir de un solo gen y una sola transcripción de ARNm precursor. El control del empalme alternativo del ARN lo realiza una red compleja de moléculas de señalización que responden a una amplia gama de señales intracelulares y extracelulares.
Los intrones contienen varias secuencias cortas que son importantes para un empalme eficiente, como sitios aceptores y donantes en cada extremo del intrón, así como un sitio de punto de ramificación, que son necesarios para el empalme adecuado por parte del espliceosoma. Se sabe que algunos intrones mejoran la expresión del gen en el que están contenidos mediante un proceso conocido como mejora mediada por intrones (IME).
Las regiones de ADN transcritas activamente forman con frecuencia bucles R que son vulnerables al daño del ADN. En genes de levadura altamente expresados, los intrones inhiben la formación de bucles R y la aparición de daños en el ADN. El análisis de todo el genoma tanto en levaduras como en seres humanos reveló que los genes que contienen intrones han disminuido los niveles de bucle R y han disminuido el daño al ADN en comparación con los genes sin intrones de expresión similar. La inserción de un intrón dentro de un gen propenso al bucle R también puede suprimir la formación y recombinación del bucle. Se ha sugerido que la función de los intrones en el mantenimiento de la estabilidad genética puede explicar su mantenimiento evolutivo en ciertos lugares, particularmente en genes altamente expresados.
La presencia física de intrones promueve la resistencia celular a la inanición a través de la represión mejorada por intrones de los genes de proteínas ribosómicas de las vías de detección de nutrientes.

## Evolución de los intrones
Existen dos modelos, contrapuestos, que explican el origen y la evolución de los intrones nucleares o ayustosomales. Estos modelos se conocen como intrones tempranos (IE) o intrones tardíos (IL). 
El modelo IE propone que los intrones eran extremadamente numerosos en los ancestros de procariotas y eucariotas; y se fueron perdiendo a lo largo de la evolución. Este modelo se basa en la hipótesis de que los intrones fueron mediadores que facilitaron la combinación de exones, facilitando por tanto la evolución de nuevos genes.
El modelo IL propone que los intrones aparecieron tras la divergencia de procariotas y eucariotas. Este modelo se basa en la observación de que los intrones ayustosomales únicamente se han encontrado en eucariotas.
Los intrones pueden perderse o ganarse a lo largo del tiempo evolutivo, como lo muestran muchos estudios comparativos de genes ortólogos. Los análisis posteriores han identificado miles de ejemplos de eventos de pérdida y ganancia de intrones, y se ha propuesto que la aparición de eucariotas, o las etapas iniciales de la evolución eucariota, involucraron una invasión de intrones. Se han identificado dos mecanismos definitivos de pérdida de intrones, la pérdida de intrones mediada por transcriptasa inversa (RTMIL) y las deleciones genómicas, y se sabe que ocurren. Sin embargo, los mecanismos definitivos de la ganancia de intrones siguen siendo esquivos y controvertidos. Hasta el momento se han informado al menos siete mecanismos de ganancia de intrones: transposición de intrones, inserción de transposones, duplicación genómica en tándem, transferencia de intrones, ganancia de intrones durante la reparación de roturas de doble cadena (DSBR), inserción de un intrón del grupo II e intronización. En teoría, debería ser más fácil deducir el origen de los intrones obtenidos recientemente debido a la falta de mutaciones inducidas por el huésped, pero incluso los intrones obtenidos recientemente no surgieron de ninguno de los mecanismos antes mencionados. Por lo tanto, estos hallazgos plantean la cuestión de si los mecanismos propuestos de ganancia de intrones no logran describir el origen mecánico de muchos intrones nuevos porque no son mecanismos precisos de ganancia de intrones, o si hay otros procesos, aún por descubrir, que generan nuevos intrones.
En la transposición de intrones, el mecanismo de ganancia de intrones más comúnmente pretendido, se cree que un intrón empalmado invierte el empalme en su propio ARNm o en otro ARNm en una posición previamente sin intrones. A continuación, este ARNm que contiene intrones se transcribe de forma inversa y el ADNc que contiene intrones resultante puede provocar una ganancia de intrones mediante una recombinación completa o parcial con su locus genómico original. Las inserciones de transposones también pueden dar como resultado la creación de intrones. Tal inserción podría intronizar el transposón sin interrumpir la secuencia codificante cuando un transposón se inserta en la secuencia AGGT, lo que da como resultado la duplicación de esta secuencia en cada lado del transposón. Aún no se comprende por qué estos elementos se empalman, ya sea por casualidad o por alguna acción preferencial del transposón en duplicación genómica en tándem, debido a la similitud entre los sitios de empalme donantes y aceptores de consenso, que se parecen mucho a AGGT, la duplicación genómica en tándem de un segmento exónico que alberga una secuencia AGGT genera dos sitios de empalme potenciales. Cuando el spliceosoma lo reconozca, la secuencia entre el AGGT original y el duplicado se empalmará, lo que dará como resultado la creación de un intrón sin alteración de la secuencia codificante del gen. La reparación de roturas de doble cadena a través de la unión de extremos no homólogos se identificó recientemente como una fuente de ganancia de intrones cuando los investigadores identificaron repeticiones directas cortas que flanquean el 43 % de los intrones ganados en Daphnia. la secuencia entre el AGGT original y el duplicado se empalmará, dando como resultado la creación de un intrón sin alteración de la secuencia codificante del gen. La reparación de roturas de doble cadena a través de la unión de extremos no homólogos se identificó recientemente como una fuente de ganancia de intrones cuando los investigadores identificaron repeticiones directas cortas que flanquean el 43 % de los intrones ganados en Daphnia, la secuencia entre el AGGT original y el duplicado se empalmará, dando como resultado la creación de un intrón sin alteración de la secuencia codificante del gen. La reparación de roturas de doble cadena a través de la unión de extremos no homólogos se identificó recientemente como una fuente de ganancia de intrones cuando los investigadores identificaron repeticiones directas cortas que flanquean el 43 % de los intrones ganados en Daphnia. Estos números deben compararse con el número de intrones conservados flanqueados por repeticiones en otros organismos, sin embargo, por relevancia estadística. Para la inserción del intrón del grupo II, se propuso la vuelta de un intrón del grupo II en un gen nuclear para causar una ganancia de intrón empalmeosomal reciente.
Se ha planteado la hipótesis de que la transferencia de intrones da como resultado una ganancia de intrones cuando un parálogo o un pseudogen gana un intrón y luego transfiere este intrón a través de la recombinación a una ubicación sin intrones en su parálogo hermano. La intronización es el proceso por el cual las mutaciones crean nuevos intrones a partir de una secuencia anteriormente exónica. Por tanto, a diferencia de otros mecanismos propuestos de ganancia de intrones, este mecanismo no requiere la inserción o generación de ADN para crear un nuevo intrón. 
El único mecanismo hipotético de ganancia reciente de intrones que carece de evidencia directa es el de la inserción de intrones del grupo II, que cuando se demuestra in vivo, suprime la expresión génica. Por lo tanto, es probable que los intrones del grupo II sean los presuntos ancestros de los intrones espliceosomales, que actúan como retroelementos específicos del sitio y ya no son responsables de la ganancia de intrones. La duplicación genómica en tándem es el único mecanismo propuesto con pruebas experimentales in vivo de respaldo: una duplicación en tándem intragénica corta puede insertar un intrón nuevo en un gen codificador de proteínas, dejando la secuencia peptídica correspondiente sin cambios. Este mecanismo también tiene una amplia evidencia indirecta que respalda la idea de que la duplicación genómica en tándem es un mecanismo predominante para la ganancia de intrones. La prueba de otros mecanismos propuestos in vivo, particularmente la ganancia de intrones durante DSBR, la transferencia de intrones y la intronización, es posible, aunque estos mecanismos deben demostrarse in vivo para solidificarlos como mecanismos reales de ganancia de intrones. Los análisis genómicos adicionales, especialmente cuando se ejecutan a nivel de población, pueden cuantificar la contribución relativa de cada mecanismo, posiblemente identificando sesgos específicos de especies que pueden arrojar luz sobre las diversas tasas de ganancia de intrones entre diferentes especies.